# Suore del Sacro Cuore di Gesù (Fiume)
Le Suore del Sacro Cuore di Gesù (in croato Družba sestara Presvetog Srca Isusova; sigla S.C.I.) sono un istituto religioso femminile di diritto pontificio.

## Storia

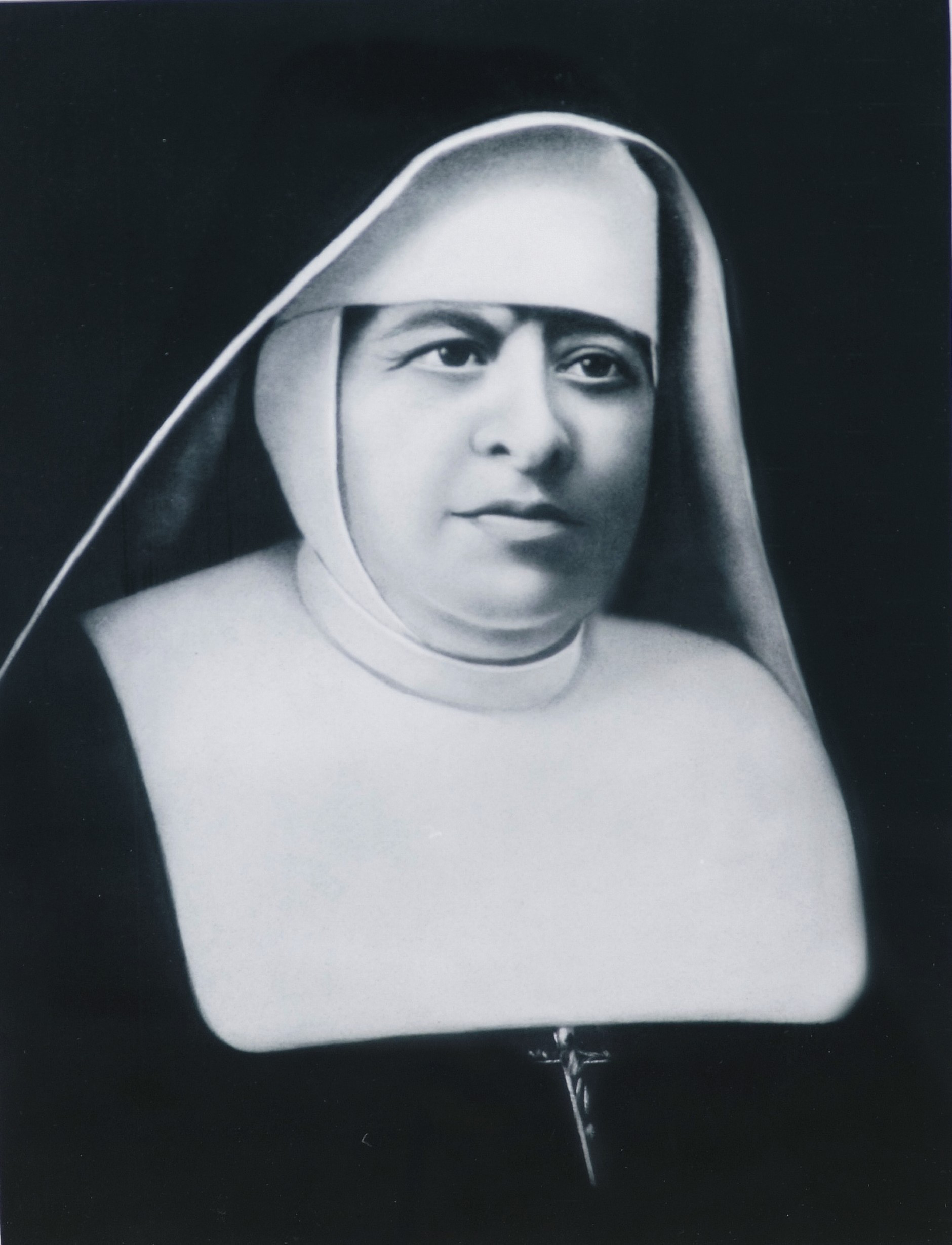
Maria Crocifissa Cosulich, fondatrice della congregazione

Le origini della congregazione risalgono a una pia unione  fondata a Trieste dal cappuccino Arcangelo da Camerino (al secolo Agapito Bianchini) per la diffusione del culto del Sacro Cuore di Gesù e la formazione della gioventù: a opera di Maria Cosulich e di sua sorella Irene, a partire dal 1888 la pia unione si diffuse a Fiume dove si consolidò sotto la direzione del gesuita Felice Pozzi. A Fiume Maria Cosulich maturò l'idea di iniziare un'opera destinata alla cura delle bambine orfane e bisognose che aveva incontrato nelle riunioni domenicali e il 1º ottobre 1895 inaugurò un asilo.
Intanto la Cosulich aveva deciso di abbracciare la vita consacrata e di dare inizio a una nuova famiglia religiosa. Arcangelo da Camerino preparò per la nascente congregazione delle costituzioni che furono approvate dal vescovo di Segna il 6 luglio 1899: la fondatrice, insieme con quattro compagne, vestì l'abito religioso ed emise la professione dei voti l'8 maggio 1904, prendendo il nome di suor Maria Crocifissa.
Dopo la prima guerra mondiale la congregazione si divise in due rami: uno italiano e uno croato. Le religiose croate furono erette in congregazione di diritto diocesano dal vescovo di Segna il 12 aprile 1934. Le loro costituzioni furono approvate il 26 agosto 1987.

## Attività e diffusione
Le suore si dedicano all'educazione della gioventù.
Sono presenti in Croazia; la sede generalizia è a Fiume.
Alla fine del 2015 l'istituto contava 101 religiose in 10 case.